# Moringa rivae
Moringa rivae är en tvåhjärtbladig växtart. Moringa rivae ingår i släktet Moringa och familjen Moringaceae.

## Underarter
Arten delas in i följande underarter:
- M. r. longisiliqua
- M. r. rivae